# Omniverse (Album)
Omniverse ist ein Jazzalbum von Sun Ra. Die im September 1979 in den Variety Recording Studios in New York City entstandenen Aufnahmen erschienen 1979 als Langspielplatte auf El Saturn Records. 2015 wurde das Album erstmals in einer digitalen Form herausgegeben; in einer remasterten und erweiterten Form wurde es bei Modern Harmonic als Download 2021 wiederveröffentlicht.

## Hintergrund
Omniverse wurde 1979 in New York aufgenommen und im selben Jahr auf Sun Ras Saturn-Label veröffentlicht. Die Aufnahmen entstanden kurz nach Sun Ras Pianotrio-Album God Is More Than Love Can Ever Be, das Ra mit Richard Williams (Bass) und Luqman Ali (Schlagzeug) am 25. Juli 1979 eingespielt hatte. Hartmut Geerken und Chris Trent gehen vom 13. September 1979 als Aufnahmedatum aus; die Matrixnummern der LP sind „91379A“ bzw. „91379B.“
Die Klaviertrio-Konstellation setzt sich auf Omniverse fort mit dem Eröffnungstrack „The Place of Five Points“; hinzu kommen im weiteren Verlauf drei Arkestra-Bläser, John Gilmore (Tenorsaxophon), Michael Ray (Trompete) und Charles Davis (Baritonsaxophon). Frühere Diskographien haben andere Besetzungen vermutet.
Die Tracks auf Omniverse sind jedoch weniger Kompositionen als Exkursionen mit nur wenigen einprägsamen Themen oder wiederkehrenden Motiven, notierte Irwin Chusid. Darüber hinaus würden die Bläser weitgehend als Solisten auftreten; es gebe – anders als den meisten Arkestra-Stücken – nur wenige Ensemblepassagen.
Drei der Stücke („Dark Lights in a White Forest“, „Omniverse“ und „Visitant of the Ninth Ultimate“) existieren als Aufnahmen nur auf diesem Album; es gibt keine dokumentierten Konzertaufführungen dieser Titel. „West End Side of Magic City“ (ein Hinweis auf Birmingham, Alabama, die Geburtsstadt des Bandleaders) tauchte erst nach zwölf Jahren wieder im bekannten Arkestra-Repertoire auf – im Mai 1991 wurde es bei einem Konzert in Atlanta gespielt und im August 1981 bei einem New Yorker Clubtermin wiederholt (für den das Stück von der Bühne als „Vita Number 5“ angekündigt wurde). „The Place of Five Points“ wurde bekanntermaßen zwischen 1985 und 1988 bei einigen wenigen Gigs aufgeführt.
Die Campbell/Trent-Diskographie „The Earthly Recordings of Sun Ra“ (2. Aufl.) listet Besetzungsangaben auf, basierend auf Informationen, die nachträglich von Schlagzeuger Samarai Celestial zur Verfügung gestellt wurden. Nach dessen Abgaben seien zwei Baritonsaxophone und ein Trompeter auf den Tracks 4 und 5 sowie eine in Mehrspurtechnik eingefügte Spur mit dem Schlagzeugspiel Sun Ras in „Visitant of the Ninth Ultimate“. Auf beiden Tracks ist jedoch weder Baritonsaxophon noch Trompete zu hören, schrieb Chusid, obwohl auf Track 3 Baritonsaxophon und gedämpfte Trompete und auf Track 1 ein zweiter Schlagzeuger zu hören sind. Diese Widersprüche machten es erforderlich, dass die Autoren Ungereimtheiten, Ungewissheiten und Unerkennbares, die dem Erbe von Sun Ra innewohnen, aussortieren mussten.
Eine LP-Kopie mit einem einfachen weißen Etikett, aufgetaucht bei einer eBay-Auktion, trägt eine kreisförmige Stiftinschrift, die sechs Musiker angibt, die namentlich aufgeführt sind. Es gab keine offizielle Albumhülle für die Omniverse LP. Vorhandene Kopien verfügen über handgemalte Cover-Artwork und aufgeklebte Grafiken auf unbedruckten Papphüllen. Eines davon wurde für das „Cover“ der digitalen Veröffentlichung von 2015 angepasst.
Die CD-Edition 2021 von Modern Harmonic enthielt zwei Bonustracks, die beide zum ersten Mal auf zwei der erweiterten digitalen Veröffentlichungen des Oeuvres Sun Ras veröffentlicht wurden: eine Sun-Ra-Solo-Piano-Interpretation von „Over the Rainbow“, einem von Sunnys beliebtesten und oft gespielten Standards. Diese Aufführung stammt vom Moers Festival im Juni 1979 und wurde auch der digitalen Neuauflage des All-Solo-Klavieralbums Aurora Borealis hinzugefügt. Schließlich ist „The Sound Mirror“, der zweite Bonustrack, eingespielt mit dem Arkestra, nicht die Version, die 1978 als Titeltrack auf der LP Sound Mirror (Saturn #19782) erschienen war. Diese Version, von der man annimmt, dass sie Ende 1977 oder Anfang 1978 entstanden ist, zeichnet sich durch ein strafferes Arrangement und größere Klangklarheit aus. Erstmals wurde es in der digitalen Neuausgabe des Albums Taking a Chance on Chances 2018 veröffentlicht.

## Titelliste
- Sun Ra: Omniverse (Saturn 91379)[4]

A1 The Place of Five Points

A2 West End Side of Magic City

A3 Dark Lights in a White Forest

B1 Omniverse

B2 Visitant of the Ninth Ultimate

- Omniverse (Expanded) (Modern Harmonic)

1. Place of Five Points 4:17
2. West End Side of Magic City 5:58
3. Dark Lights in a White Forest 10:42
4. Omniverse 8:33
5. Visitant of the Ninth Ultimate 9:25
6. Over the Rainbow (piano solo) (Harold Arlen/Yip Harburg) 2:54
7. The Sound Mirror (live 1977) 9:02

Wenn nicht anders vermerkt, stammen die Kompositionen von Sun Ra.

## Rezeption
Irwin Chusid, Co-Produzent der digitalen Neuausgabe des Albums, bezeichnete Omniverse als solides, jedoch häufig übersehenes Werk im unermesslichen Sun-Ra-Katalog. Es sei purer Jazz, etwas „inside“ (zumindest für Sun-Ra-Verhältnisse) mit wenig von der Aggressivität und Konfrontation, für die der Bandleader bekannt war. Eine Ausnahme bilde in dieser Hinsicht nur „Visitant of the Ninth Ultimate“. Omniverse sei ein sehr intimes Album, das viel besinnliches Klavierspiel Ras in Trio-, Quartett- und Quintettbesetzungen mit Bläserpassagen biete. Aber anstatt nur einfach sein Klavierspiel herauszustellen, trete Sun Ra stattdessen in ein dynamisches Zusammenspiel mit der Rhythmusgruppe.
Die Allmusic-Redaktion verlieh dem Album in Allmusic vier Sterne.